# Luc Janssen
Luc Janssen (Mol, 2 juli 1954) is een Vlaams radio- en televisiepresentator.

## Biografie
Janssen wilde architect worden, maar ging studeren aan het RITS. Vijf jaar woonde hij naast het Jubelpark en bezocht als student vele kunstgalerijen. Nadat hij terug in de Kempen was gaan wonen opende hij in de Brusselse Greepstraat de platenzaak La Strada (met platenfirma Himalaya) naar het voorbeeld van wat Joy Division deed in Manchester met ook de club Interference op de Grote Markt. In 1976 werd hij vader van de latere programmamaker Eppo Janssen.
In 1979 begon hij zijn carrière voor de radio met het vermaarde muziekprogramma Domino, deel II bij Omroep Brabant (tot 1990). In deze periode was hij ook samensteller van het televisieprogramma Villa Tempo. 
In 1987 verhuisde hij naar Nederland, waar hij voor de VPRO programma's maakte voor Radio 3 (het huidige NPO 3FM). Hij was onder meer betrokken bij De Frontlijn, De Moordlijst, Semtex Cyberradio, Het Lek, 3voor12FM. Hij startte er eveneens met internetradio 3voor12 en werkte samen met de controversiële Giel Beelen.
Eind 2006 keerde hij voltijds weer naar België, waar hij sinds 1995 voor Studio Brussel programma’s maakte: Krapuul de Lux, Select, Court Circuit, De Good Luck Show, Luftwaffe FM en Mish Mash. In 2007 werkte hij als stijlcoach aan de hervorming van Radio 1. Hij presenteerde er de programma's Helden en Expo '58. Laatstgenoemd programma werd 2 uur live uitgezonden vanop het dak van het Amerikaans Theater ter gelegenheid van de 50ste verjaardag van de wereldtentoonstelling in Brussel. 
Voor de televisiezender Canvas presenteerde hij het cultuurprogramma LUX en de liveshow van de Canvascollectie in BOZAR. Hij bleef vier seizoenen voor televisie werken, maar kon zich niet vinden in het format dat telkens ook een politicus vereiste en zijn vraag om cultureel wat breder te gaan door bijvoorbeeld danser Sidi Larbi Cherkaoui te interviewen werd afgewezen.
Hij was presentator op Rock Werchter en (nog steeds) op Pukkelpop, waar hij berucht werd om zijn controversiële bindteksten, wat live werd uitgezonden op CobraTV. Begin 2012 presenteert hij elke zondagavond van 23h tot middernacht Closing Time waarin nieuwe onbekende muziek aan bod komt, naast het Eighties ABC. De laatste jaren van zijn professionele carrière was hij de stem van het radioprogramma Retro. Eind februari 2019 ging hij met pensioen.
In de zomer van 2020 kwam hij terug van zijn pensioen om op de nieuwe zender Willy het programma Janssen & Janssen te presenteren: Luc presenteert en zijn zoon Eppo kiest de muziek.